# Policromie

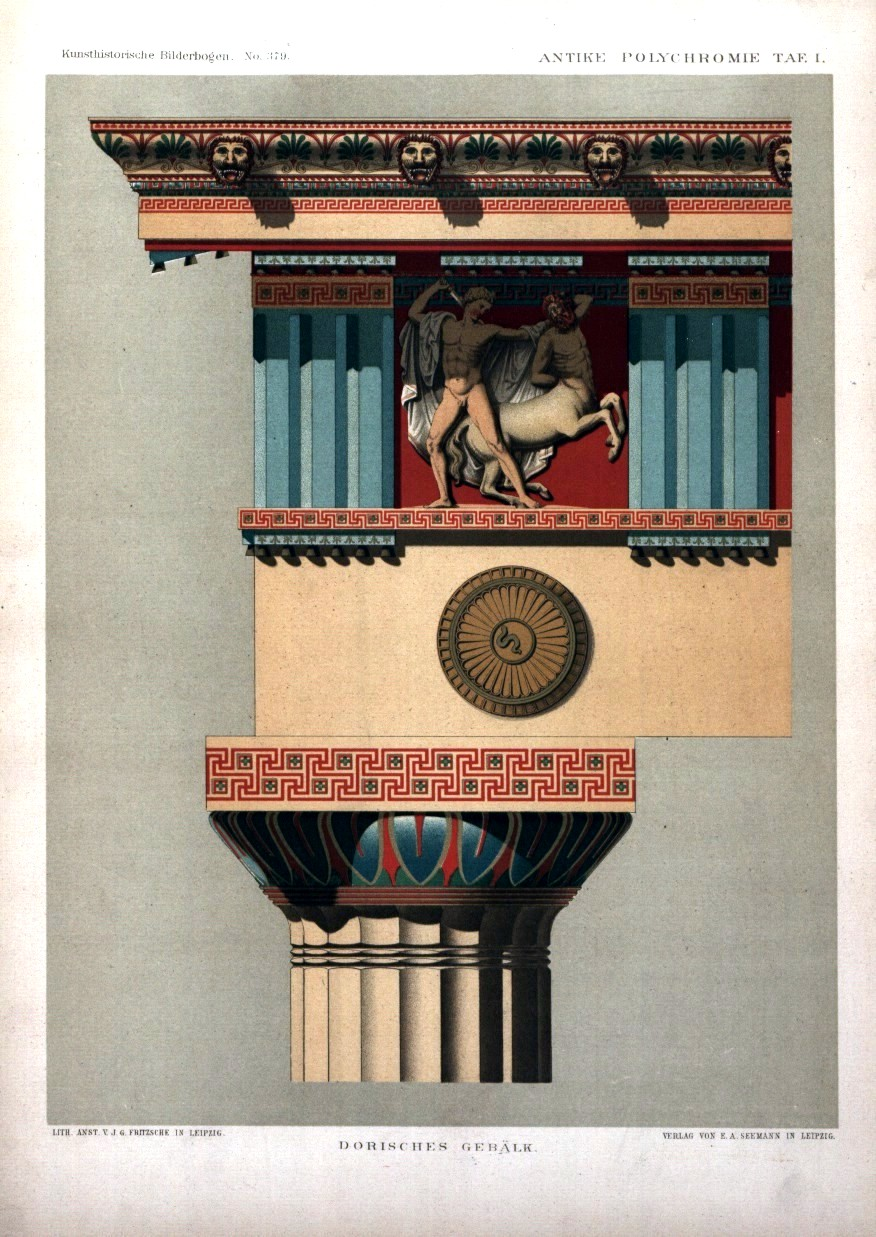
Reconstituire din 1883 a schemei de culori a unui antablament al unui templu doric.

Policromia este o îmbinare de culori în lucrările de artă, „practica decorării elementelor arhitecturale, a sculpturii etc., într-o varietate de culori”. Termenul este folosit și în tipografii pentru lucrările în mai mult de patru culori (rarități), respectiv pentru stiluri de decorare în arhitectură, sculptură, olărit etc.

## În antichitate

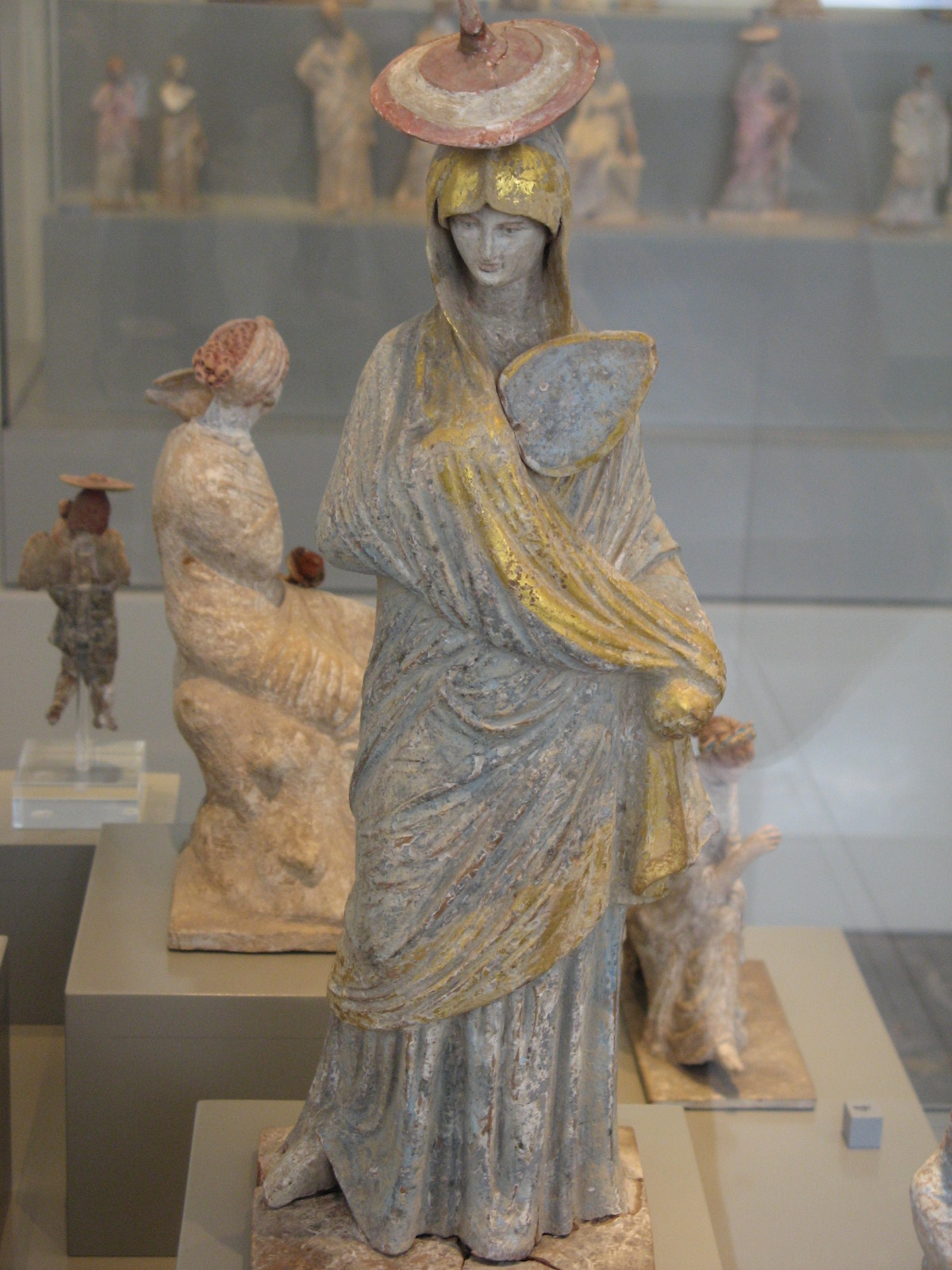
Statuie din Grecia antică a unei femei, cu îmbrăcăminte albastră și aurită, evantai și pălărie de soare, din Tanagra, 325–300 î.Hr.

În Creta, la situl din epoca bronzului din Phaistos, au fost excavate câteva vase ceramice policrome foarte timpurii din civilizația minoică. În Grecia antică sculpturile erau pictate în culori vii. Vopseaua era frecvent folosită la părțile care înfățișau îmbrăcămintea, părul și așa mai departe, cu pielea lăsată în culoarea naturală a pietrei. Dar putea colora sculpturile și în întregime. Pictarea sculpturilor grecești nu ar trebui privită ca o îmbunătățire a formei sculptate, ci având caracteristicile unui stil distinct de artă. De exemplu sculpturile din templul Aphaiei⁠(d) din Eghina au fost pictate cu modele îndrăznețe și elaborate, reprezentând, printre alte detalii, îmbrăcăminte cu modele. Policromia statuilor din piatră a fost folosită în paralel cu utilizarea materialelor pentru a deosebi pielea, îmbrăcămintea și alte detalii din sculptura criselefantină și prin utilizarea metalelor pentru a realiza buze, sfârcuri etc., pe bronzuri de înaltă calitate, cum ar fi bronzurile Riace⁠(d).

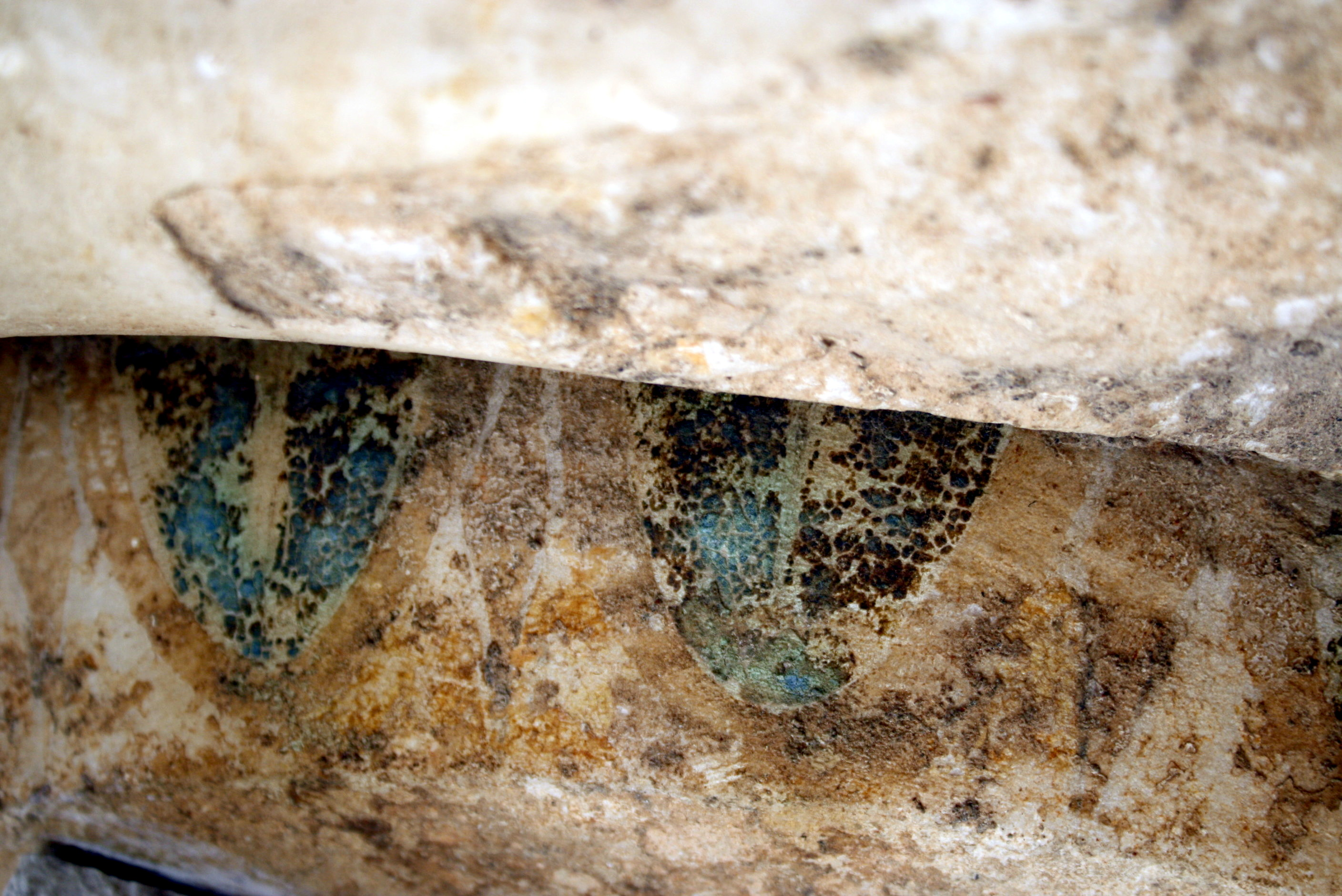
Relicve de policromie pe un capitel ionic dintr-o clădire neidentificată din secolul al V-lea î.Hr. Muzeul Agora Antică, Atena,.

Un exemplu timpuriu de decorație policromă a fost găsit în Partenonul de deasupra Acropolei din Atena. Totuși, vopseaua care fusese pe clădirile antice a dispărut practic complet, astfel că până în secolul al XVIII-lea impresia arheologilor și a arhitecților despre aceste ruine a fost că frumusețea antică se exprima doar prin formă și compoziție, fiind lipsită de culori vii, iar acea impresie a dominat arhitectura neoclasică. Unii arheologi, ca Jacques Ignace Hittorff, au observat pe arhitectura antică urme de vopsea, iar acest lucru a ajuns încet să fie acceptat. O astfel de acceptare a fost accelerată ulterior prin observarea unor urme minuscule de culoare prin mijloace microscopice, permițând reconstrucții mai puțin provizorii decât au putut realiza Hittorff și contemporanii săi. Un exemplu de policromie arhitecturală clasică greacă poate fi văzut în replica la scară reală a Partenonului expusă în Nashville, Tennessee, SUA.

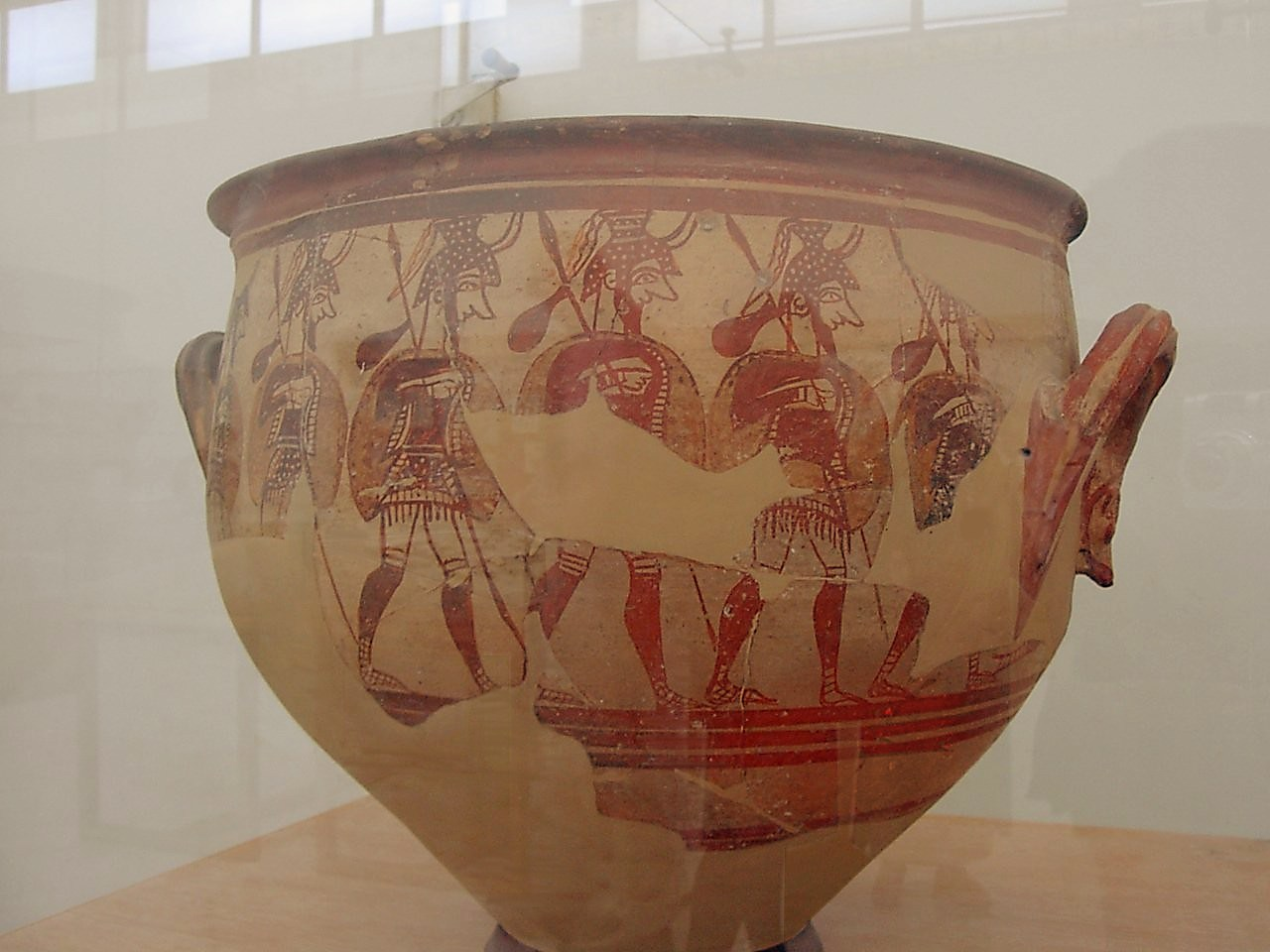
"Vaza cu luptători", un crater (vas)⁠(d) pictat descoperit de Schliemann la Micene, într-o casă de pe Acropole, 1200–1100 î.Hr.
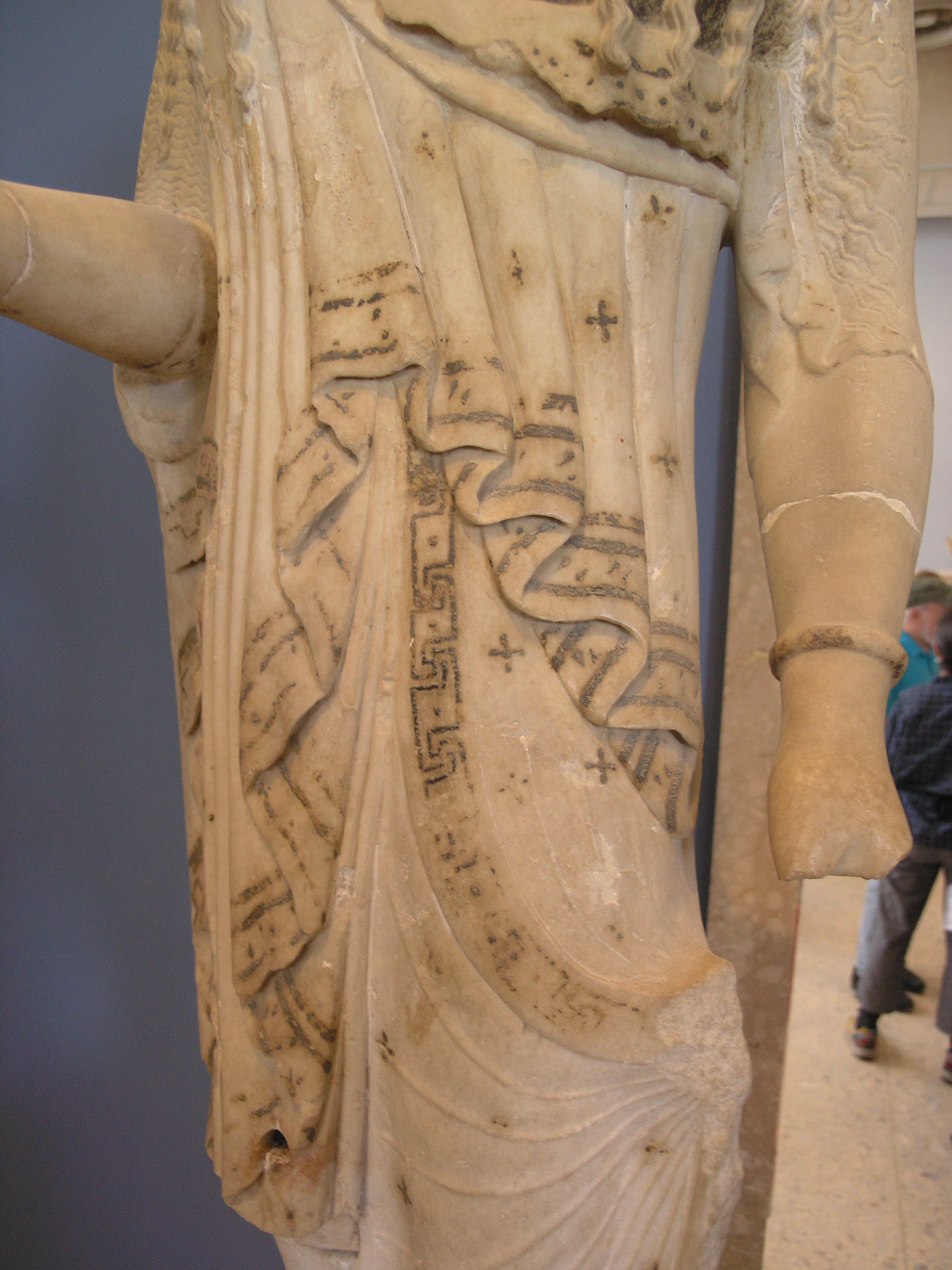
Urme de vopsea reprezentând modele brodate pe peplumul⁠(d) unei Kore (sculptură).
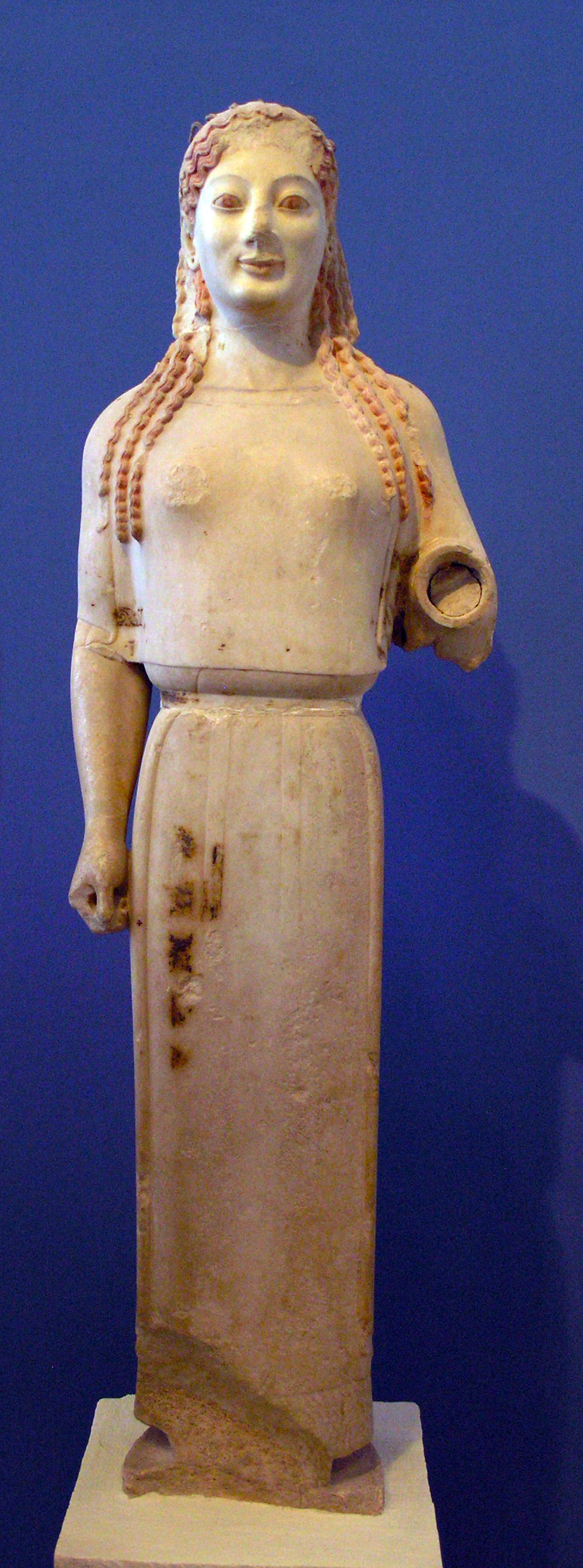
Policromie pe peplumul unei kore, c. 530 î.Hr.
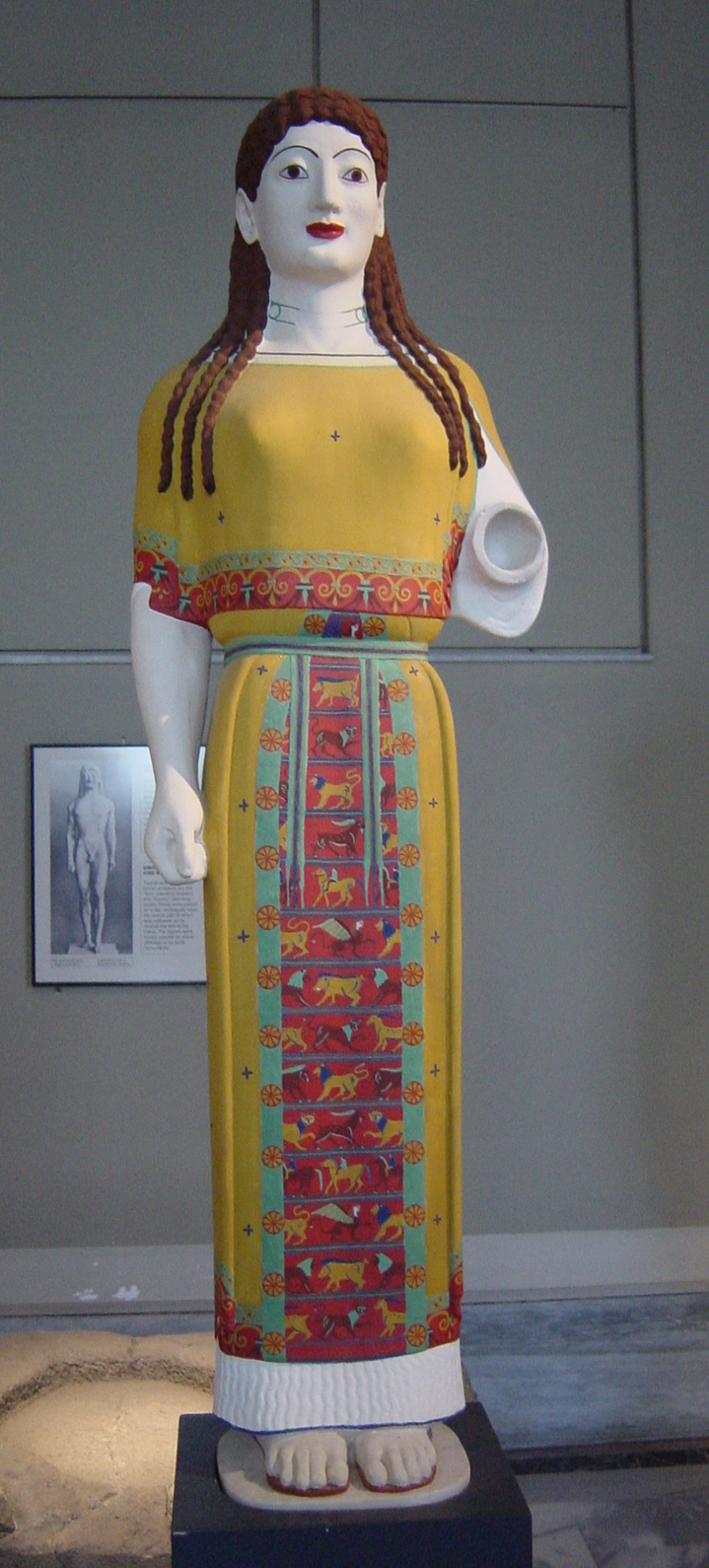
Peplum kore reconstituire color
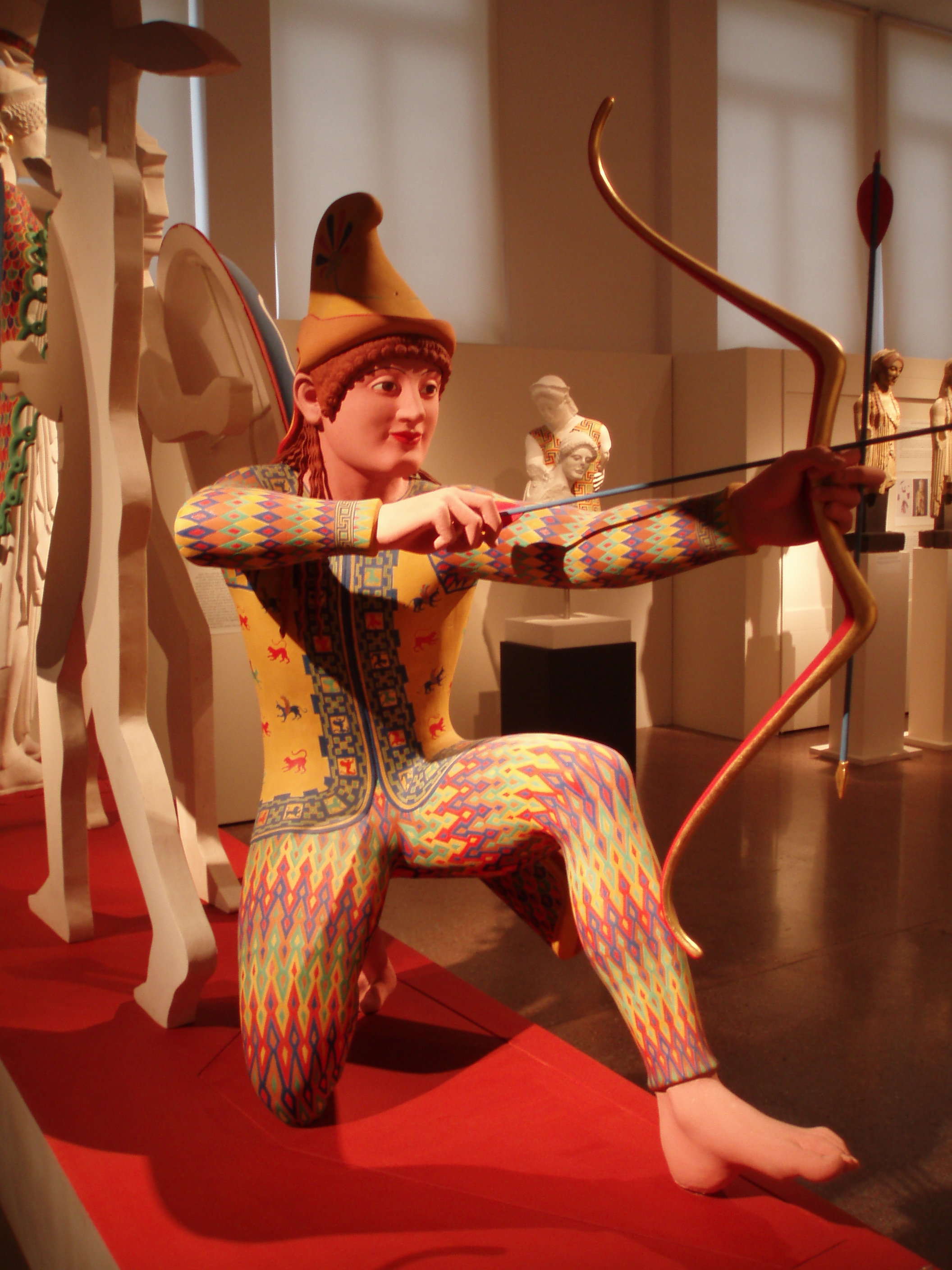
Reconstiturea schemei de culori a unui arcaș troian din Templul Afaiei din Eghina
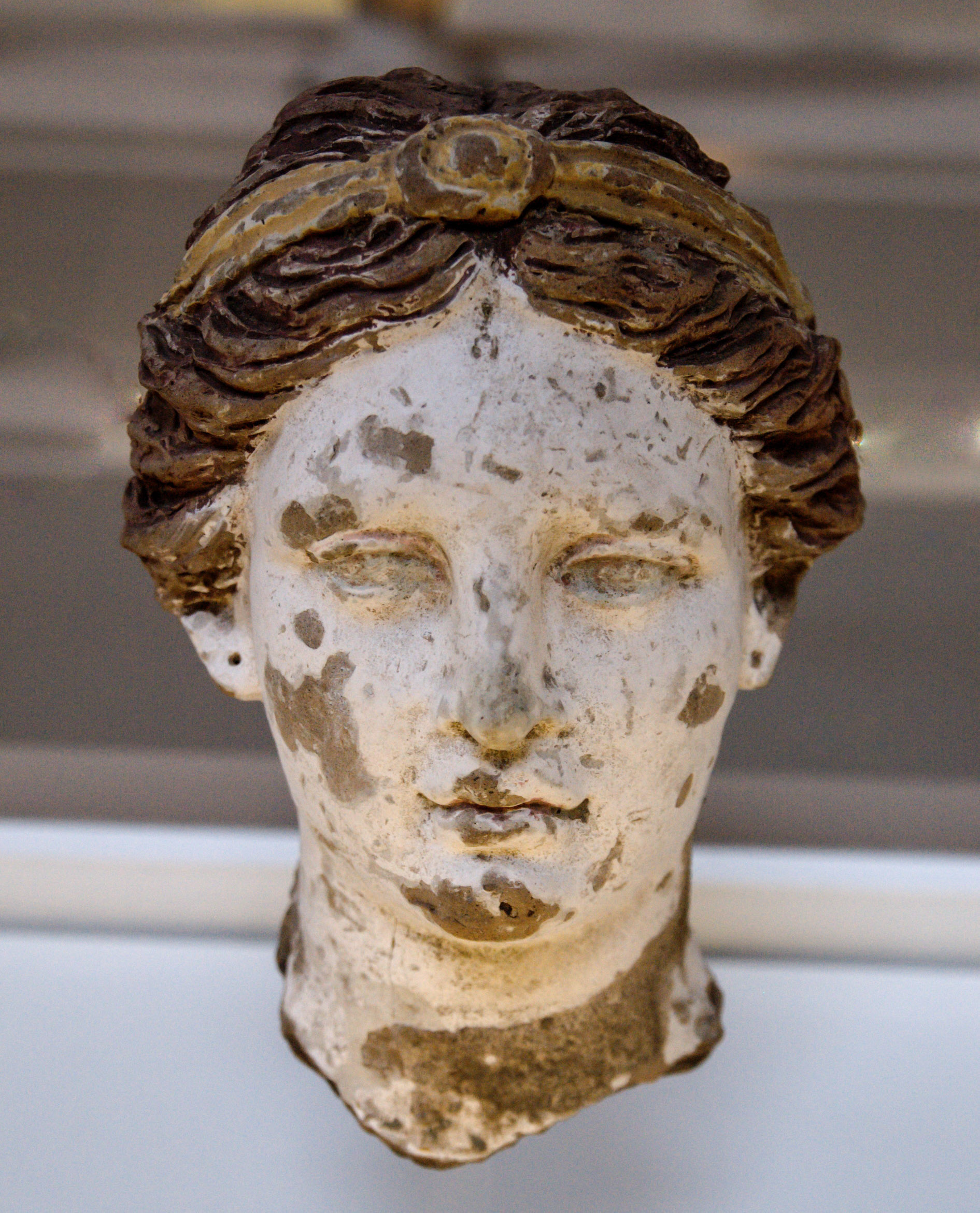
Cap antic de femeie din teracotă de la Taranto, sfârșitul secolului ai IV-lea î.Hr.
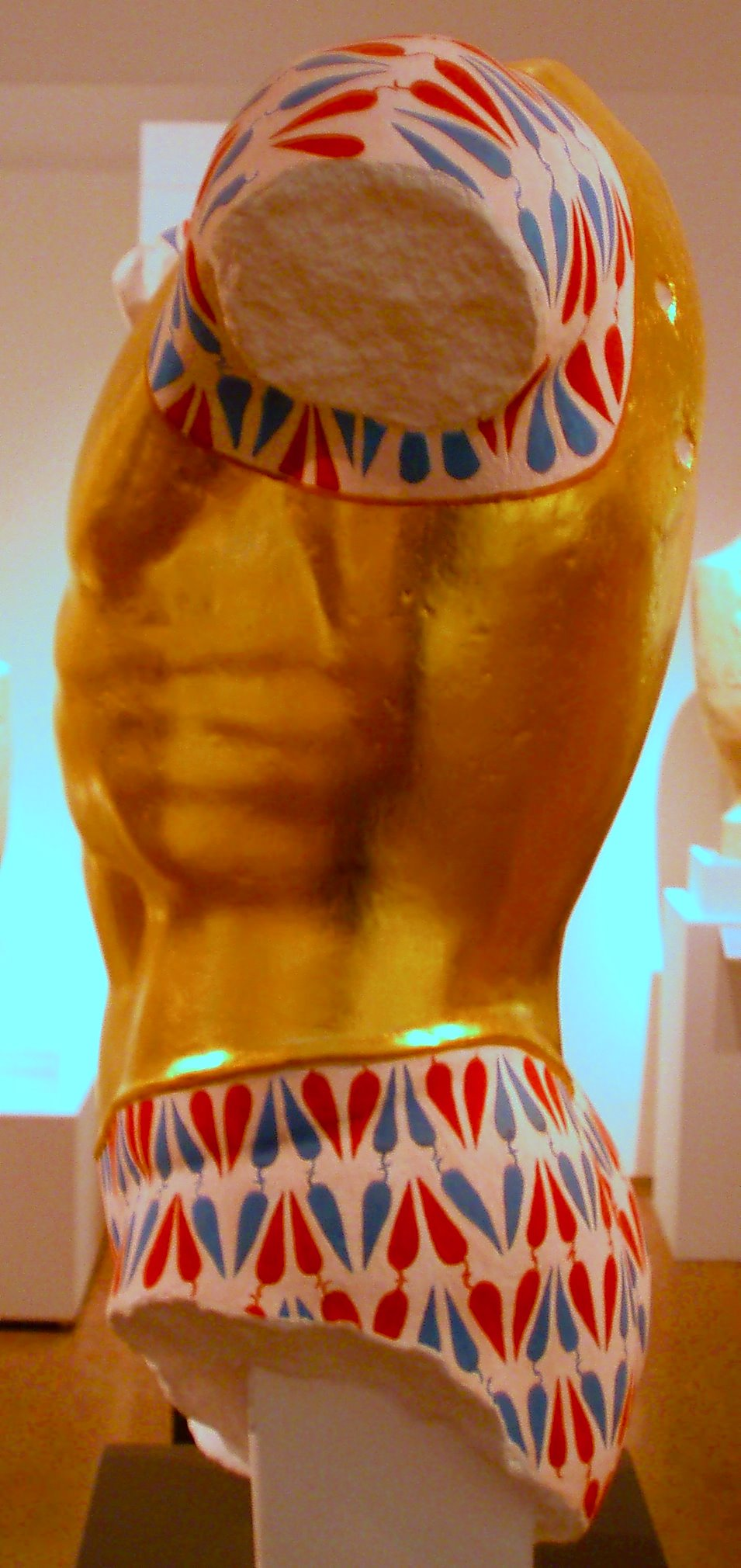
Reconstituirea culorilor unui tors al unui luptător, Acropole, c. 470 î.Hr.
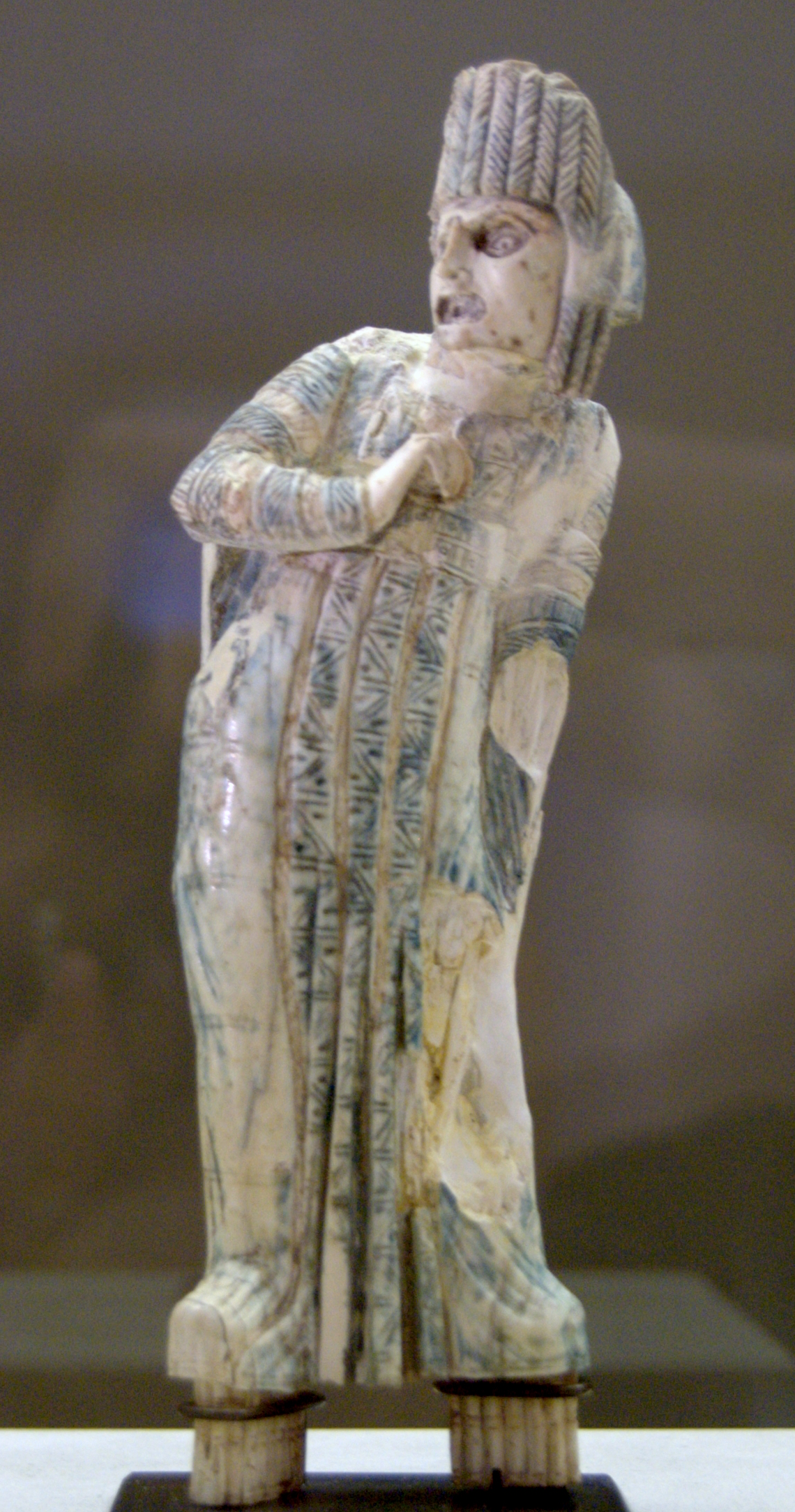
Statuetă policromă din fildeș, secolul I d.Hr.
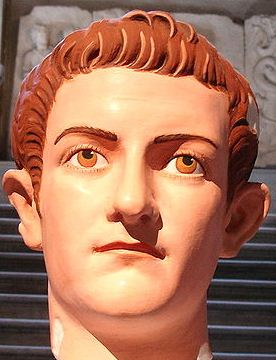
Reconstituire a policromiei originale a portretului împăratului roman Caligula
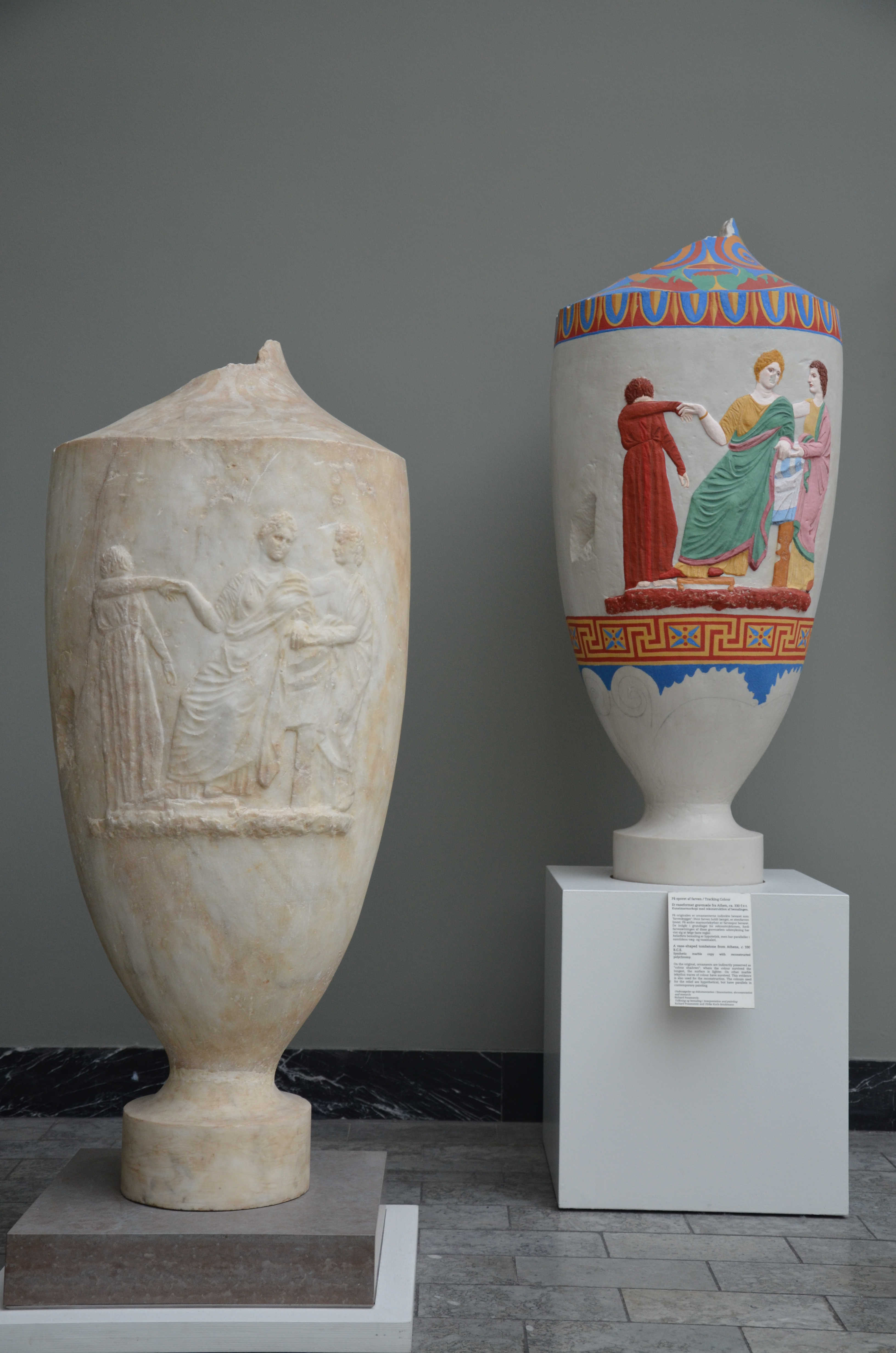
Vas antic alături de o reproducere policromă modernă

## Evul Mediu
În toată Europa medievală, sculpturile religioase din lemn sau alte materiale erau adesea vopsite sau colorate, la fel și interiorul bisericilor. Acestea au fost adesea distruse sau văruite în alb în timpul fazelor iconoclaste ale Reformei Protestante sau în alte vremuri tulburi precum Revoluția franceză, însă unele au supraviețuit în muzee precum Victoria and Albert Museum, Musée de Cluny și Luvru. Și exteriorul bisericilor a fost pictat, dar în puține cazuri pictura  a supraviețuit. Expunerea în timp la elementele naturii, schimbarea gusturilor și schimbările religioase au acționat împotriva conservării lor. „Portalul Majestății” din biserica Colegiata din Toro⁠(d) este cel mai bun exemplu rămas, datorită construirii la doar un secol după ce a fost finalizată a unei capele care a închis-o și a protejat-o de vicisitudini.

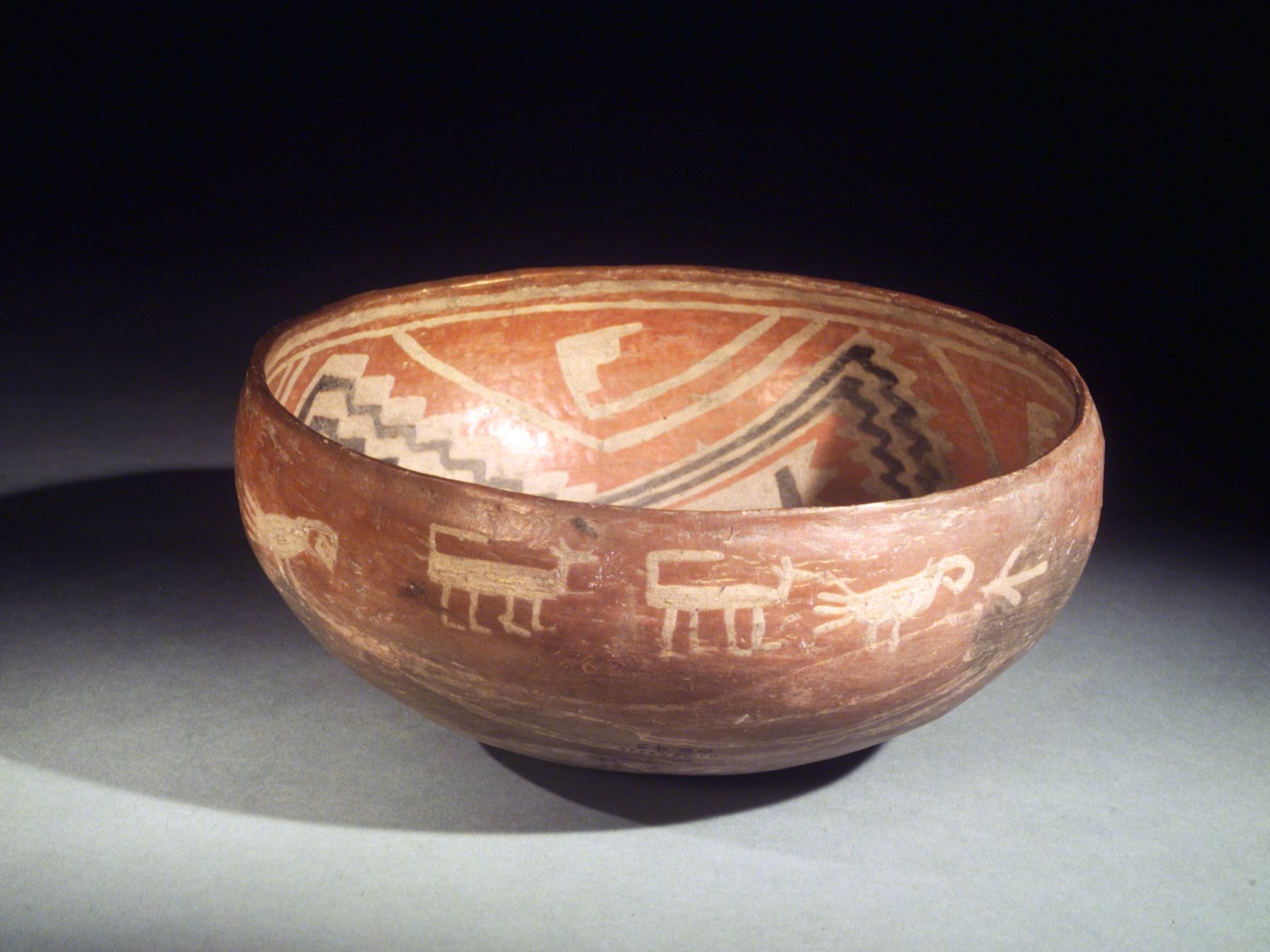
Fourmile Polychrome Bowl, castron policrom al indienilor Anasazi⁠(d), 1350–1400, Brooklyn Museum
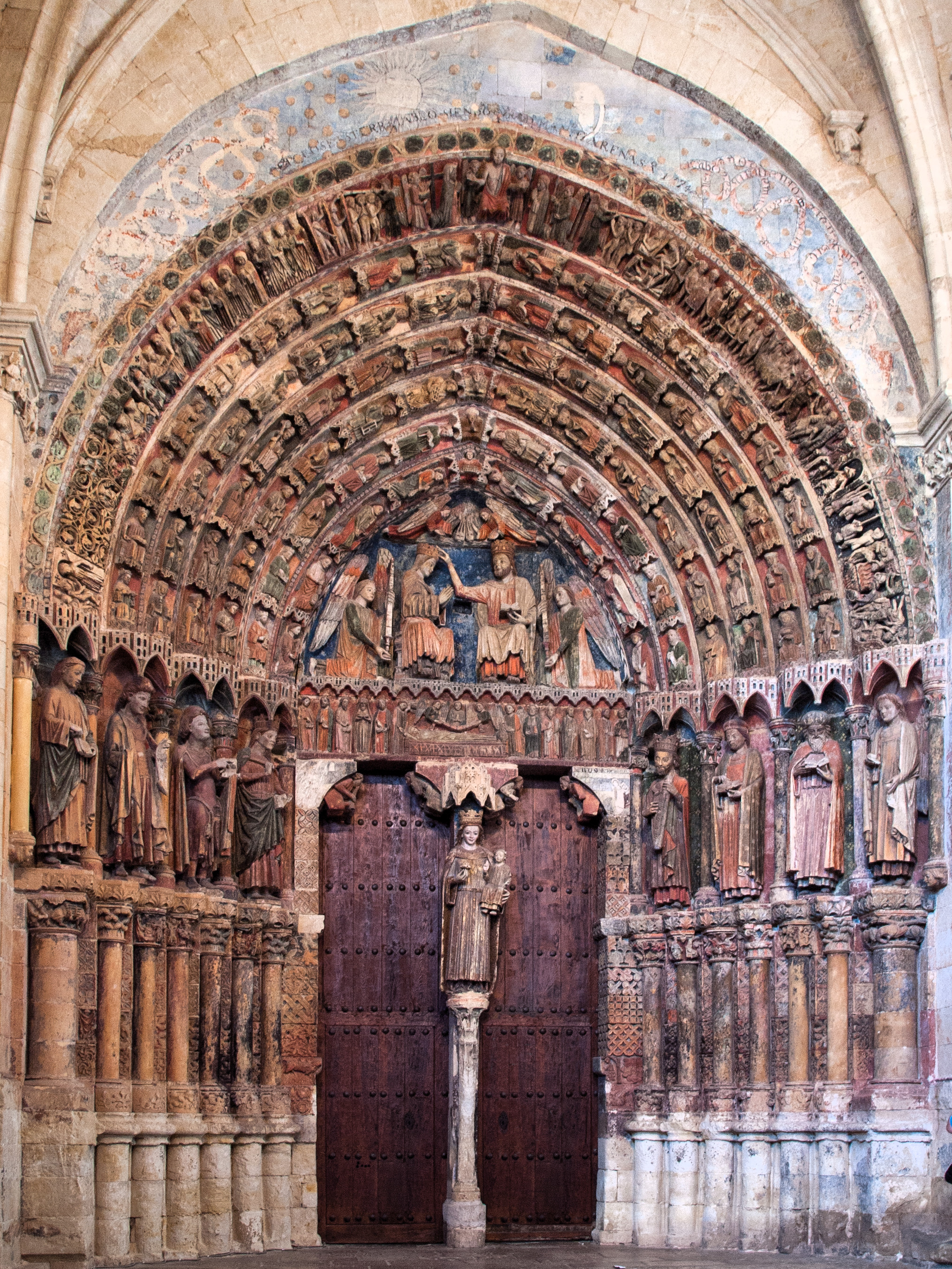
Portalul bisericii Colegiata din Toro
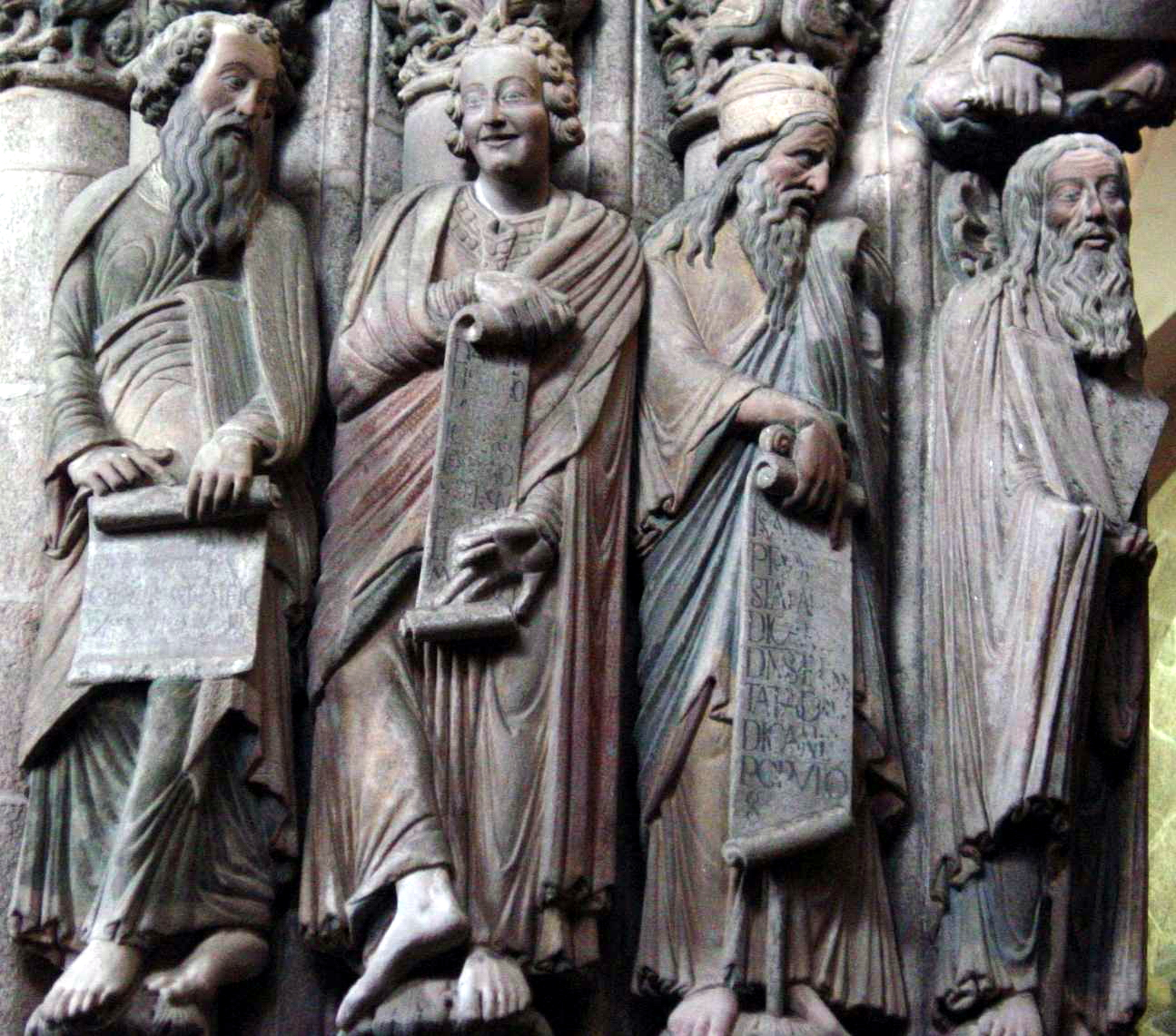
Poarta gloriei, apostolii. Catedrala din Santiago de Compostela
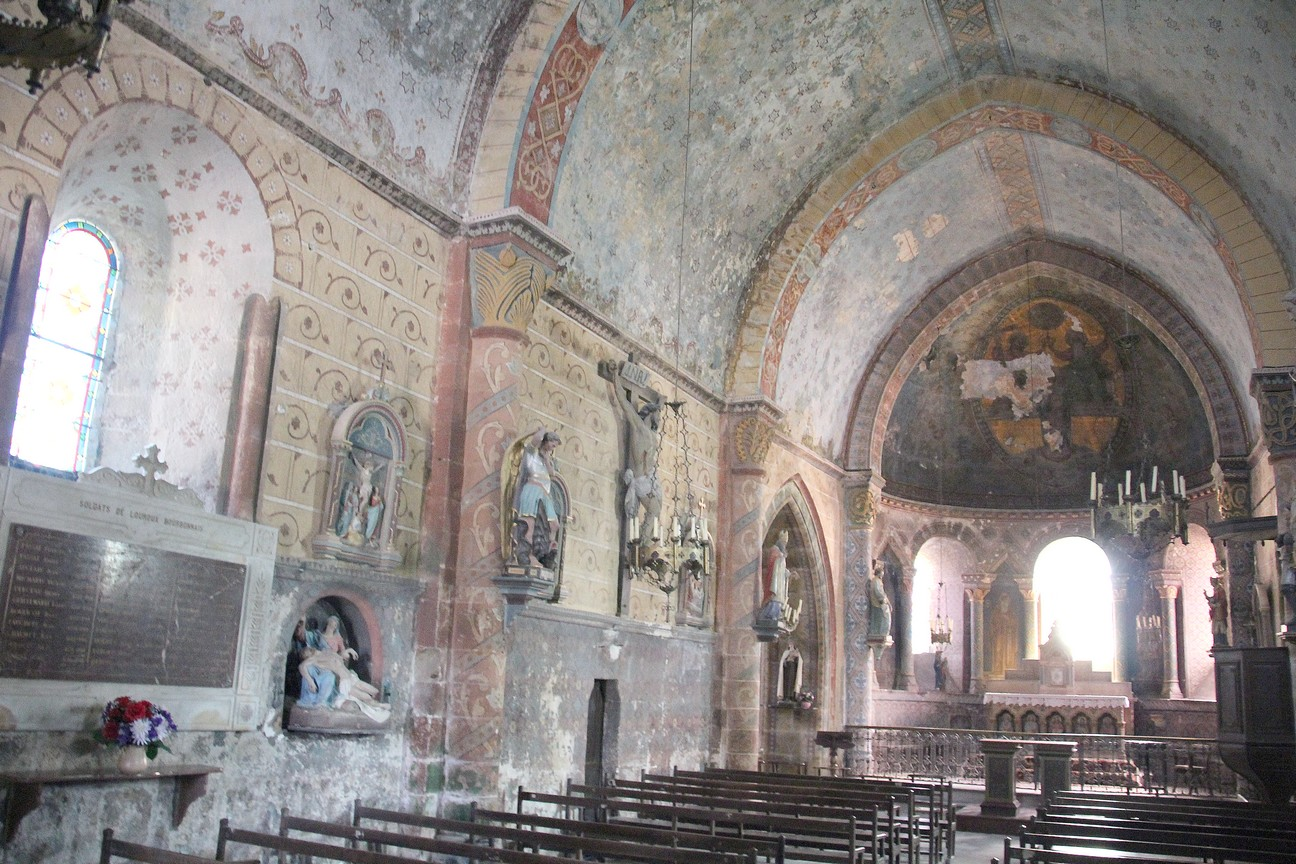
Interiorul bisericii Saint-Martin de Louroux-Bourbonnais⁠(d)
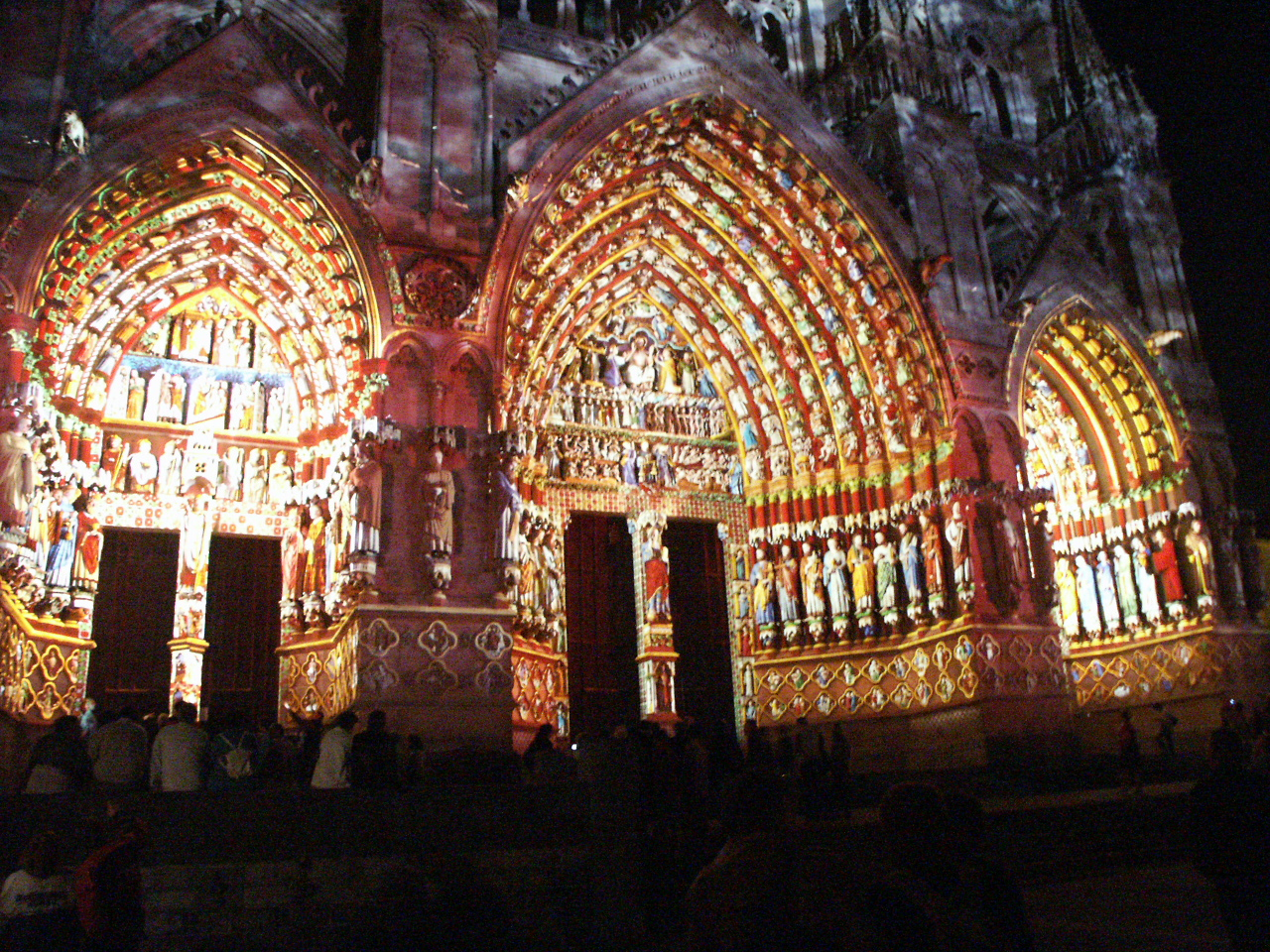
Portalul Catedralei din Amiens
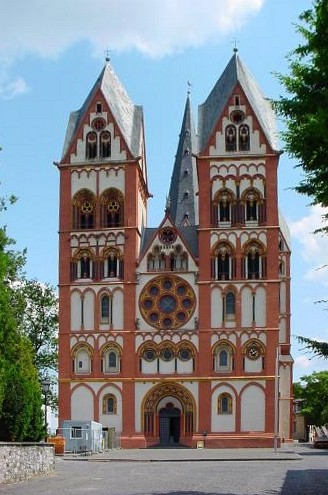
Catedrala din Limburg⁠(d)
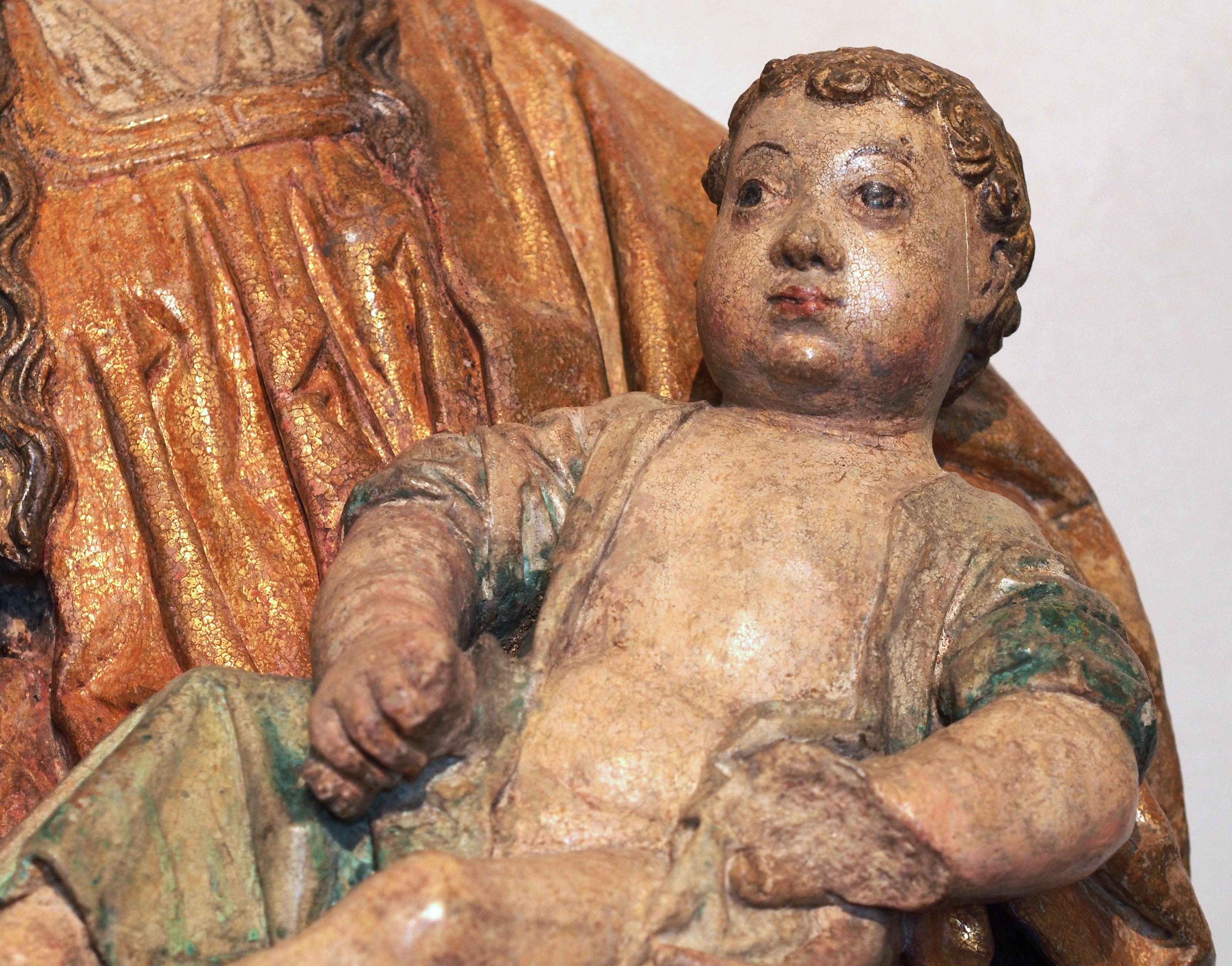
Fecioara cu Pruncul, piatră policromă, detaliu, c. 1490. Museo Nacional de Escultura, Valladolid
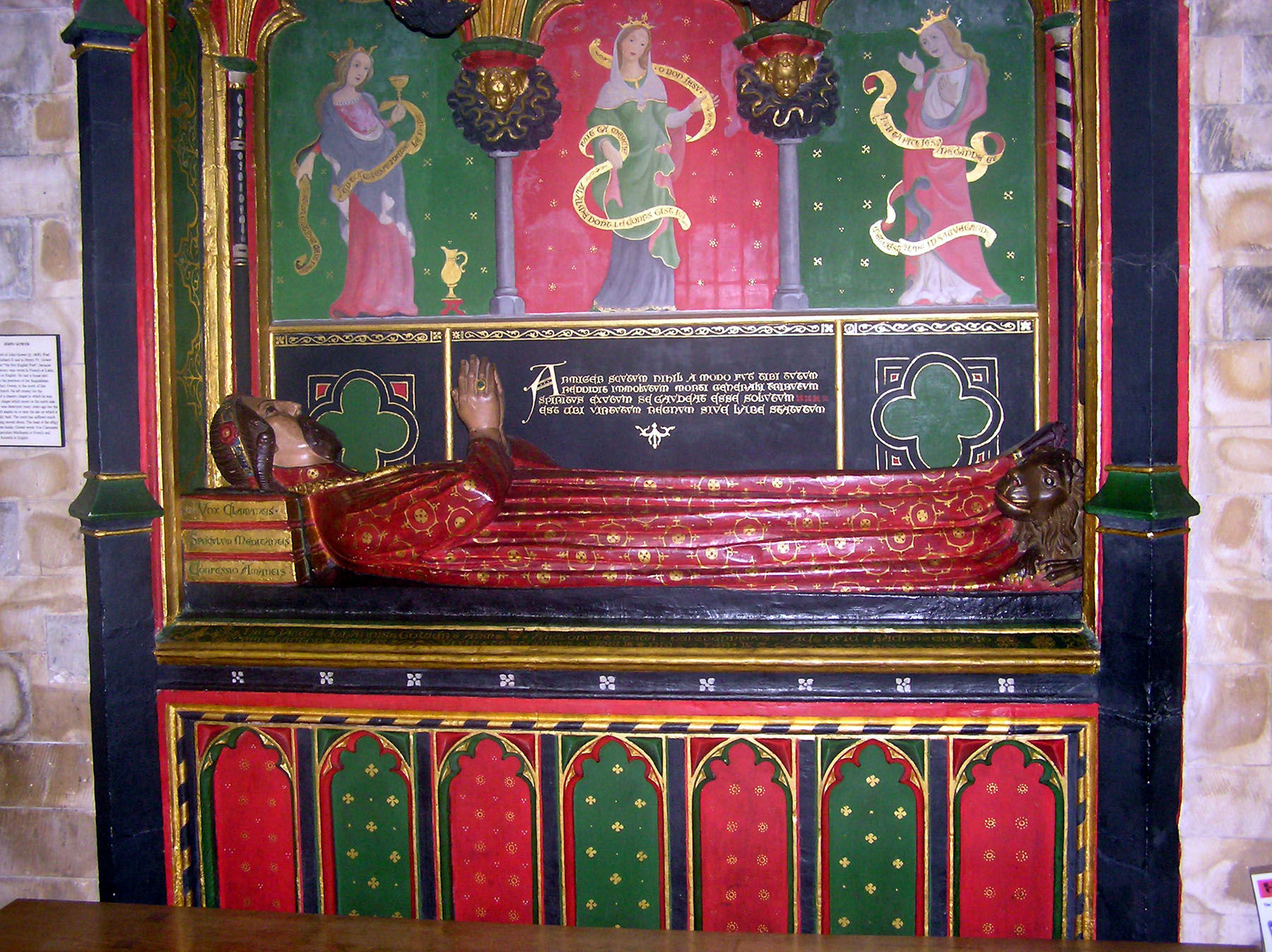
Monumentul lui John Gower, Catedrala din Southwark⁠(d), după 1408

## Perioada barocă și rococo
În timp ce sculpturile din piatră și metal au rămas de obicei necolorate, la fel ca cele antice care au supraviețuit, sculpturile din lemn policrom au fost produse de artiști spanioli: Juan Martínez Montañés, Gregorio Fernández (sec. al XVII-lea), germani: Ignaz Günther, Philipp Jakob Straub (sec. al XVIII-lea) sau brazilieni: Aleijadinho (sec. al XIX-lea).
Odată cu apariția în secolul al XVIII-lea a porțelanului european, figurinele din ceramică viu colorate, cu o gamă largă de culori, au devenit foarte populare.

## Clădiri din cărămidă policromă în secolul al XIX-lea

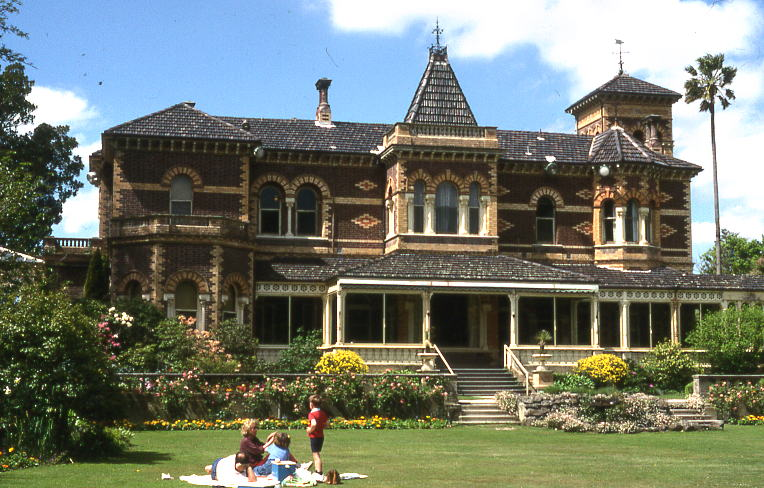
Rippon Lea Estate, din Australia are modele din cărămizi policrome

În arhitectură cărămida policromă a apărut în anii 1860 și a folosit cărămizi de diferite culori (de obicei maro, crem și roșu) combinate în modele pentru a evidenția caracteristicile arhitecturale. A fost adesea folosită pentru a decora colțurile zidurilor și ancadramentele. Primele modele au fost sub formă de benzi, ulterior au apărut modele complexe diagonale, încrucișate și trepte, în unele cazuri chiar inscripții folosind cărămizi.

## Secolul al XX-lea
În secolul al XX-lea au existat perioade notabile de policromie în arhitectură, de la stilul Art Nouveau în toată Europa, până la înflorirea internațională a Art Deco sau Art Moderne, până la dezvoltarea postmodernismului în ultimele decenii ale secolului. În aceste perioade zidăria, piatra, țigla, stucaturile și fațadele metalice au fost folosite punând accent pe utilizarea de noi culori și modele, în timp ce arhitecții au căutat deseori inspirație în exemplele istorice, de la țigla islamică la cărămida victoriană engleză. În special în anii 1970 și 1980 arhitecți ca Robert Venturi, Michael Graves și James Stirling lucrau cu culori îndrăznețe.

## Lumină policromă
Sensul termenului policrom este că are câteva culori. Este folosit pentru a descrie o lumină care are mai mult de o singură culoare, adică conține radiații cu mai multe lungimi de undă. Studiul policromiei este deosebit de util în producția de rețele de difracție.